# Structure pyramidale des ligues de football en Irlande du Nord
La structure pyramidale des ligues de football en Irlande du Nord désigne le système d'organisation officiel des ligues et divisions du football de cette nation.
Le football en Irlande du Nord est tout d'abord divisé en trois catégories : Senior, Intermediate en français : « Intermédiaire » et Junior,. Ces catégories n'ont pas de lien avec l'âge des joueurs mais avec l'organisation des clubs. Pour qu'un club puisse concourir dans l'une des trois catégories, il doit convenir à certains critères. Un conseil de l'Association irlandaise de football statuant de l'éligibilité des clubs à chaque catégorie.
Les compétitions Junior sont organisées régionalement, alors que certaines compétitions Intermediate et toutes les compétitions Senior le sont à un niveau national.
Les trois premières divisions du championnats sont gérés et organisées par la Northern Ireland Football League, fondée en 2013. Quatre ligues indépendantes de l'Association irlandaise de football s'occupent ensuite du niveau Intermediate et Junior, comme la Northern Amateur Football League fondée en 1923, de concert avec les quatre fédérations régionales qui, elles, organisent des coupes pour chaque catégorie de clubs. Ces quatre fédérations régionales sont la North East Ulster FA (ou County Antrim & District FA), la Mid-Ulster FA, la North West of Ireland FA et la Fermanagh & Western FA,.
Le championnat opposant les réserves des douze clubs de NIFL Premiership, la NIFL Premiership Development League, est intégrée dans la catégorie du football Intermediate, mais en dehors du système de promotion et relégation. Les réserves des clubs Senior jouant au niveau Intermediate, la réserve de Linfield, Linfield Swift, est par exemple l'équipe ayant remporté le plus de fois la coupe Intermediate organisée par l'Association irlandaise de football.

## Le système actuel
Pour chaque niveau sont donnés le nom officiel et le nombre de clubs inscrits :
| Légende      |
| ------------ |
| Senior       |
| Intermediate |
| Junior       |

| Niveau | Championnats                                                 | Championnats                                          | Championnats                                                                                        | Championnats                                 | Championnats                              | Championnats                              |
| 1      | NIFL Premiership 12 clubs                                    | NIFL Premiership 12 clubs                             | NIFL Premiership 12 clubs                                                                           | NIFL Premiership 12 clubs                    | NIFL Premiership 12 clubs                 | NIFL Premiership 12 clubs                 |
| 2      | NIFL Championship 1 12 clubs                                 | NIFL Championship 1 12 clubs                          | NIFL Championship 1 12 clubs                                                                        | NIFL Championship 1 12 clubs                 | NIFL Championship 1 12 clubs              | NIFL Championship 1 12 clubs              |
| 3      | NIFL Premier Intermediate League 12 clubs                    | NIFL Premier Intermediate League 12 clubs             | NIFL Premier Intermediate League 12 clubs                                                           | NIFL Premier Intermediate League 12 clubs    | NIFL Premier Intermediate League 12 clubs | NIFL Premier Intermediate League 12 clubs |
| 4      | Ballymena & Provincial League Intermediate Division 14 clubs | Mid-Ulster Football League Intermediate A 14 clubs    | Northern Amateur League Premier Division 14 clubs                                                   | Northern Ireland Intermediate League 8 clubs |                                           |                                           |
| 5      | Ballymena & Provincial League Junior Division 1 10 clubs     | Mid-Ulster Football League Intermediate B 13 clubs    | Northern Amateur League Division 1A 14 clubs                                                        |                                              |                                           |                                           |
| 6      | Ballymena & Provincial League Junior Division Two 10 clubs   | Mid-Ulster Football League Junior Division 1 13 clubs | Northern Amateur League Division 1B 14 clubs                                                        |                                              |                                           |                                           |
| 7      | Ballymena & Provincial League Junior Division Three 11 clubs | Mid-Ulster Football League Junior Division 2 12 clubs | Northern Amateur League Division 1C 14 clubs                                                        |                                              |                                           |                                           |
| 8      |                                                              | Mid-Ulster Football League Junior Division 3 13 clubs | Northern Amateur League Division 2A 12 clubs                                                        |                                              |                                           |                                           |
| 9      |                                                              |                                                       | Northern Amateur League Les divisions Junior continuent comme ceci : 2B, 2C, 3A, 3B, 3C, 3D, 3E, 3F |                                              |                                           |                                           |